# David Sassoon & Co.
David Sassoon & Co. («Дэвид Сассун энд Ко» или «Лаошасунь») — торговая и промышленная компания, активно действовавшая в Британской Индии и Цинском Китае на протяжении XIX века и в первой половине XX века. Компания была основана в 1832 году Дэвидом Сассуном — сефардским купцом, который перебрался из Багдада в Бомбей и сколотил состояние на поставках пряжи, тканей, хлопка, джута и опиума. Его уважительно называли «экзилархом», а основанную им династию предпринимателей — «Ротшильды Востока». В период расцвета интересы David Sassoon & Co. распространялись на Индию, Китай, Японию и Великобританию.
Британская ветвь Сассунов занимала видное место среди лондонской аристократии — они имели дворянский титул баронетов, заседали в британском парламенте, дружили со многими персонами из высшего света, включая короля Эдуарда VII, и владели обширной недвижимостью.

## История

### Первая половина XIX века

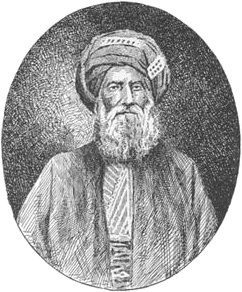
Дэвид Сассун

Торговый дом David Sassoon & Co. был основан в 1832 году в Бомбее купцом Дэвидом Сассуном — багдадским евреем, который переселился в Британскую Индию. Компания специализировалась на поставках хлопковой пряжи и опиума из Индии в Кантон. На начальном этапе главными конкурентами David Sassoon & Co. были бомбейские парсы, которые с 1820-х годов доминировали в торговле опиумом между Индией и Китаем. В число основных соперников Сассуна входил торговый дом Джамсетджи Джиджибхоя.
После заключения Нанкинского договора (1842) Китай открыл для британских торговцев ряд своих портов. David Sassoon & Co. стала активно завозить в Китай индийский опиум и пряжу, а из Китая экспортировать в Британию чай и шёлк. Сын Дэвида Элиас Сассун возглавил отделение компании в Кантоне, где он успешно конкурировал с британскими и индийскими купцами. В 1844 году David Sassoon & Co. открыла офис в Гонконге, а в 1845 году — в Шанхае, который вскоре станет одним из важнейших центров деятельности компании.
Дэвид Сассун комплектовал фирму по семейному принципу — главные направления и отделения возглавляли его сыновья и другие ближайшие родственники, за ними в иерархии компании следовали багдадские евреи, перебравшиеся в Бомбей. Почти в каждом городе, где David Sassoon & Co. имела свои интересы, Сассуны материально поддерживали местных раввинов, синагоги и еврейские общины.
Дэвид Сассун поддерживал отношения со своим младшим братом Джозефом Сассуном (1795—1872), который из Багдада перебрался в Алеппо. Компания Джозефа и пяти его сыновей Joseph Sassoon & Sons занималась оптовой торговлей, грузовыми перевозками и обменом денег, имела отделения в Александрии, Афинах, Салониках и Багдаде. Во второй половине XIX века Joseph Sassoon & Sons была крупнейшим экспортёром египетского хлопка и пряжи.

### Вторая половина XIX века
Во время Гражданской войны в США (1861—1865) David Sassoon & Co. смогла вытеснить американский хлопок, поступавший в Ланкашир с перебоями, своим индийским хлопком и пряжей. Тем временем Joseph Sassoon & Sons также наладила поставки в Британию египетского хлопка. Доходы от торговли с Китаем и Британией Сассуны стали вкладывать в промышленность Бомбея, открывая нефтеперерабатывающие и текстильные предприятия. После смерти Дэвида Сассуна в 1864 году семейный бизнес возглавил его старший сын Альберт.
В период расцвета отделения компании работали в Калькутте, Кантоне, Гонконге и Шанхае. Интересы David Sassoon & Co. простирались от Британии до Нагасаки и Иокогамы в Японии. Весной 1865 года David Sassoon & Co. поддержала создание The Hongkong and Shanghai Banking Corporation — первого банка Гонконга, ориентированного на кредитование местной экономики. В 1867 году младший брат Альберта, Элиас Сассун, основал собственную ветвь семейного бизнеса. Его основные фабрики концентрировались в Бомбее (E.D. Sassoon Mills, Alexandra Mills, E.D. Sassoon Dye Works), а офисы располагались в Гонконге, Шанхае, Кобе, Калькутте, Лондоне и Манчестере.

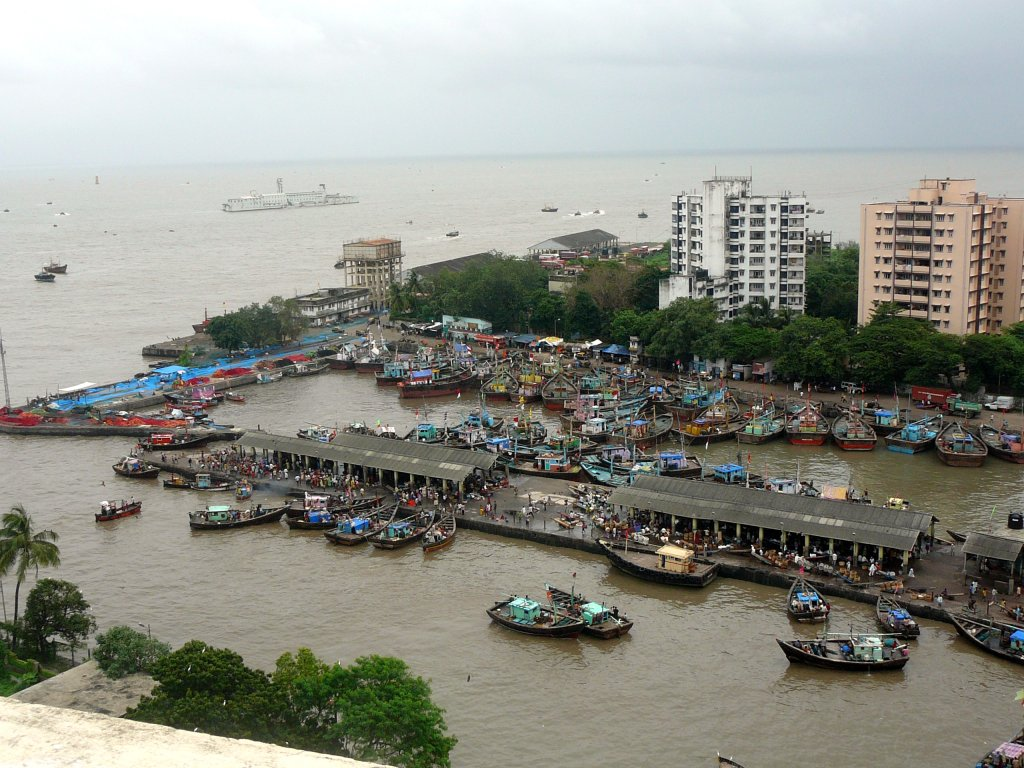
Рыбный порт на месте доков Сассуна в Бомбее

В 1872 году штаб-квартира David Sassoon & Co. была перенесена из Бомбея в Лондон. В этот период David Sassoon & Co. заняла первое место в сфере опиумной торговли, опередив даже многолетнего лидера — британскую компанию Jardine, Matheson & Co., владельцы которой из-за своего высокого социального статуса стали дистанцироваться от контрабандной торговли наркотиком.
В 1875 году Альберт Сассун построил в Бомбее на отвоёванной у моря территории доки Сассуна (Sassoon Docks) — первые частные судостроительные доки Индии. Также David Sassoon & Co. действовала в качестве гонконгского агента судоходной компании Apcar and Company на линиях Калькутта — Гонконг и Шанхай — Нагасаки. В октябре 1879 года в порту Гонконга пожар уничтожил угольные склады David Sassoon & Co..
Интересы компании в Гонконге представлял Фредерик Сассун, который в 1884—1887 годах избирался в Законодательный совет колонии от мировых судей. David Sassoon & Co. продолжала поставлять индийский опиум китайским дилерам и компрадорам в Гонконге, Шанхае, Нинбо и Ханькоу, а обратно вывозить золото и серебро. В 1890 году влиятельный коммерсант Пол Чатер основал электроэнергетическую компанию Hongkong Electric, акционерами которой также стали Сассуны и Jardine, Matheson & Co. К концу XIX века David Sassoon & Co., сохраняя свои позиции в Бомбее, свернула операции в Гонконге и сосредоточила свои интересы на китайском рынке в Шанхае.

### XX век
В начале XX века наиболее активной в семейном бизнесе была ветвь, основанная Элиасом Сассуном и двумя его сыновьями — Джейкобом (умер в 1916 году) и Эдвардом (умер в 1924 году). После смерти Эдварда Сассуна семейное дело возглавил его сын Виктор Сассун (1881—1961), который руководил текстильными фабриками в Бомбее и входил в Законодательную ассамблею Индии. Интересы E.D. Sassoon & Co. распространялись на Индию, Китай, Японию, Ирак и порты Персидского залива.

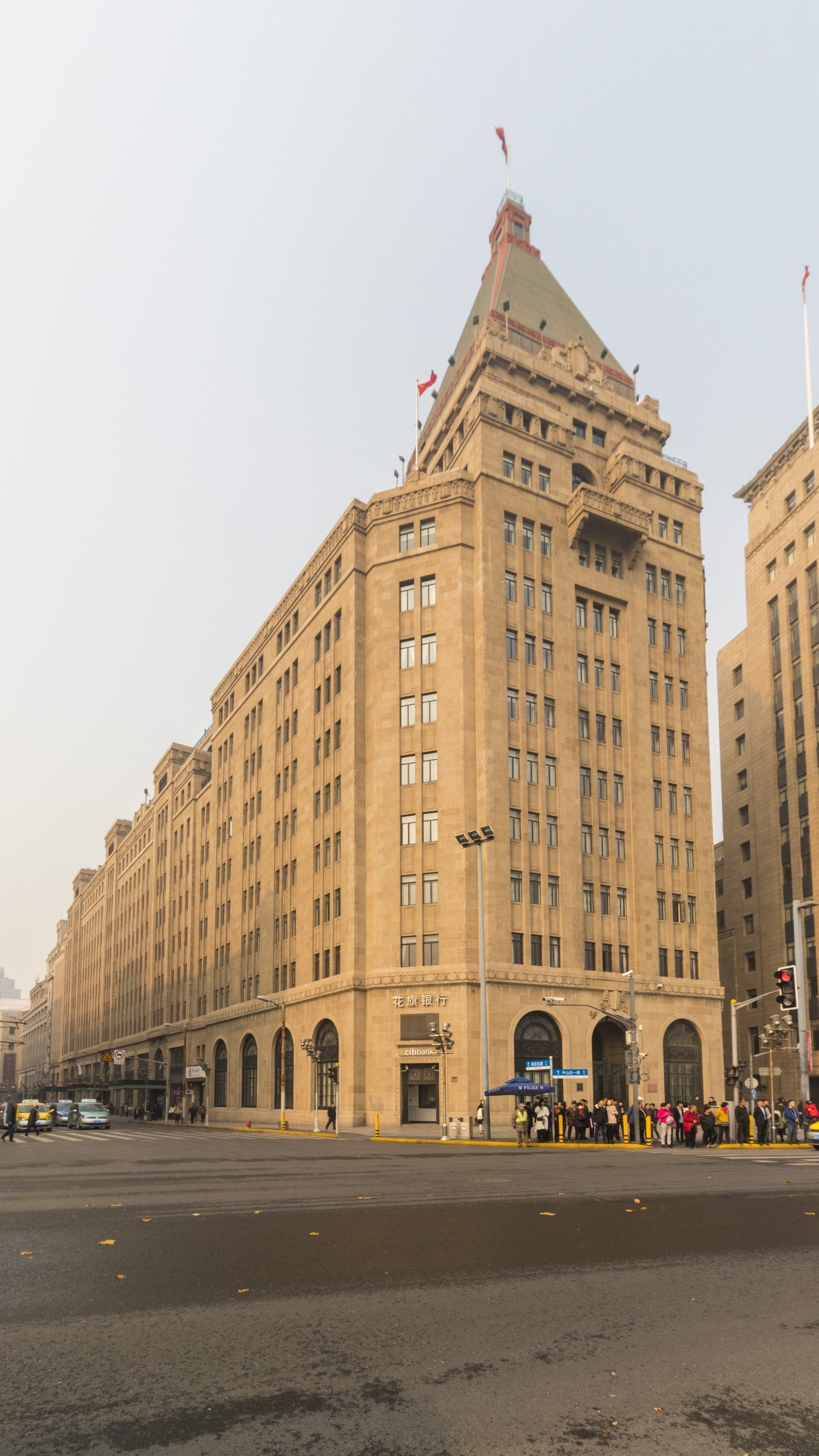
Sassoon House в Шанхае

В 1925 году Виктор Сассун купил в Кембриджшире успешную конюшню, лошади которой выигрывали различные престижные соревнования. В 1926 году бизнесмен начал строить на шанхайской набережной Бунд 10-этажный Sassoon House. С четвёртого по девятый этаж располагалась гостиница Cathay, официальное открытие которой состоялось в сентябре 1929 года. Это был самый знаменитый отель Шанхая, в котором останавливались Джордж Маршалл, Чарли Чаплин, Бернард Шоу и Ноэл Кауард. Сегодня бывший Sassoon House является северным корпусом роскошного отеля Fairmont Peace. В 1928 году была основана финансовая E.D. Sassoon Banking Company.
Весной 1930 года штаб-квартира торгового дома E.D. Sassoon & Co. переехала из Бомбея в шанхайский Sassoon House. Кроме знаменитых отелей Cathay и Metropole Сассун владел в Шанхае и другими отелями, а также жилыми и офисными зданиями, большими участками земли и строительными фирмами. Его китайская бизнес-империя насчитывала более 50 компаний и свыше 1800 объектов недвижимости. На Виктора Сассуна работали братья Лоуренс и Гораций Кадури, которые после войны управляли в Гонконге China Light and Power Company.
Во время Второй мировой войны Виктор Сассун помогал европейским евреям укрыться в Шанхайском гетто. После предоставления Индии независимости в 1947 году он продал свои текстильные и химические предприятия в Бомбее. После победы коммунистов в 1949 году Сассун распродал все свои китайские активы и перебрался на Багамские острова, где вплоть до своей смерти занимался благотворительностью.
В 1970 году вдова Виктора Сассуна продала семейную конюшню в Великобритании. В 1972 году банк Wallace Brothers & Company купил контрольный пакет E.D. Sassoon Banking Company, а в 1976 году сам был поглощён британской группой Standard Chartered. Семья Виктора Сассуна всё ещё проживает на Багамах, откуда руководит благотворительной организацией Sir Victor Sassoon Heart Foundation.
Египетская ветвь Сассунов (потомки Джозефа Сассуна и его сына Мозеса) владела фабриками по производству пряжи и тканей, обширной недвижимостью и ипотечным банком, занималась экспортом хлопка. Также семья контролировала пакеты акций нефтяных компаний Burmah Oil, Turkish Petroleum и Anglo-Iranian Oil, торговых и судоходных компаний. Дэвид Сассун (1871—1956) представлял интересы Ротшильдов в Османской империи, Элиас Сассун (1927—2010) инвестировал в Standard Oil Company of New York, а в 1952 году основала крупный Banque du Caire. В 1957 году Насер национализировал все европейские компании и банки, а в 1966 году Сассуны были высланы из Египта в Грецию (им пришлось заплатить большой выкуп за сына Эдварда, которого отпустили лишь в 1971 году). После отъезда в Европу Элиас Сассун и его партнёры управляли несколькими фондами в Швейцарии и Кюрасао (инвестиции в недвижимость и металлы, акции различных компаний, банковский бизнес в Южной Африке).

## Ключевые фигуры

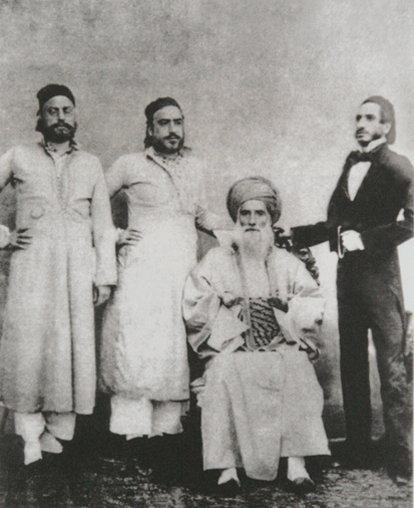
Дэвид Сассун с сыновьями Элиасом, Альбертом и Сассуном

Дэвид (Дауд) Сассун родился в 1792 году в Багдаде (Османская империя) в богатой еврейской семье. Его отец Салех Сассун (1750—1830) был очень влиятельной персоной при дворе османских пашей Багдадского эялета — с 1781 по 1817 год он занимал пост главного казначея при Сулеймане-паше Великом, Али-паше, Сулеймане-паше Маленьком и Саиде-паше, а также был наси общины багдадских евреев. Дэвид Сассун пошёл по стопам отца и с 1817 по 1828 год работал казначеем у Дауда-паши. После того, как семья Сассун в конце 1820-х годов эмигрировала через Басру и Бушир в Бомбей, Дэвид стал негласным лидером местной еврейской диаспоры.
Первоначально Дэвид Сассун выступал в качестве посредника между британцами и арабскими купцами из Персидского залива. Вскоре он основал торговый дом David Sassoon & Co. и начал успешно конкурировать с местными парсами. Хотя Сассун не владел английским языком, в 1853 году он получил британское гражданство. Сколотив огромное состояние, Дэвид Сассун значительные средства тратил на благотворительность: в 1847 году он учредил Механический институт, позже заложил в Бомбее синагогу Маген Давид (1861) и в Пуне синагогу Охель Давид (1863, достроена в 1867 году уже после его смерти). Кроме того, на пожертвования Дэвида Сассуна были основаны больницы в Бомбее и Пуне (достроена в 1867 году), еврейская школа в Бомбее, языковые школы, приюты для стариков, сирот, вдов и бедных матросов, а также исправительное учреждение для несовершеннолетних правонарушителей. Дэвид Сассун умер в 1864 году в Пуне. Роскошное бомбейское имение, в котором жила семья Сассун, сегодня занимает больница Масина.
От первой жены Ханны (умерла в 1826 году) у Дэвида Сассуна было два сына и две дочери, от второй жены Фархи (умерла в 1886 году) — шесть сыновей и три дочери.
Альберт (Абдулла) Сассун родился в 1818 году в Багдаде. После смерти отца в 1864 году возглавил семейную фирму David Sassoon & Co., был членом законодательного совета Бомбея, в 1867 году стал компаньоном ордена Звезды Индии, в 1872 году — компаньоном ордена Бани. Альберт финансировал средние школы в Бомбее и установку в городе огромной статуи принца Уэльского Эдуарда, выплачивал стипендии студентам местного университета и художественной школы, содержал приют для еврейских детей. После переезда в Британию в 1890 году получил из рук королевы Виктории титул баронета, скончался и был похоронен в 1896 году в британском Брайтоне.
Элиас (Элияху) Сассун родился в 1820 году в Багдаде, в 1844 году он первым из сыновей Дэвида Сассуна отправился на Дальний Восток (его основные интересы располагались в Кантоне, Гонконге и Шанхае). После возвращения в Бомбей работал в David Sassoon & Co., в 1867 году начал собственный бизнес в Китае, умер в Коломбо в 1880 году, где пытался основать собственные чайные плантации. Его старший сын Джейкоб Сассун (1848—1916) работал в семейном бизнесе в Индии и Китае (компании E.D. Sassoon Mills, Alexandra Mills, E.D. Sassoon Dye Works, J. Sassoon Mills), финансировал строительство синагог Кнессет Элияху в Бомбее (1885), Охель Леа в Гонконге (1902) и Охель Рахель в Шанхае (1920), а также средней школы и приюта в Бомбее. Младший брат Джейкоба Эдвард Сассун (1853—1924) также работал в семейной фирме E.D. Sassoon & Co..
Дэвид Сассун-младший родился в 1832 году в Бомбее, долгое время возглавлял отделение David Sassoon & Co. в Шанхае. В 1858 году переехал в Лондон, где входил в советы директоров многих компаний, финансировал различные еврейские организации и синагоги (в том числе синагогу испанских и португальских евреев), скончался в 1867 году. Его дочь Рэйчел Сассун Бир вышла замуж за влиятельного еврейского издателя и была главным редактором лондонских газет The Observer и The Sunday Times.
Рубен Сассун родился в 1835 году, был директором David Sassoon & Co. в Восточной Индии и Китае, входил в совет директоров China Steamship and Labuan Coal Company, был награждён Королевским Викторианским орденом, вместе с другими Сассунами финансировал строительство синагоги Охель Леа в Гонконге. Артур (Абрахам) Сассун родился в 1840 году в Бомбее, был пятым сыном Дэвида Сассуна и его жены Фархи, благодаря тесным связям с Томасом Сазерлендом входил в совет директоров The Hongkong and Shanghai Banking Corporation, много лет возглавлял лондонский офис David Sassoon & Co. на Лиденхолл-стрит, был женат на родственнице банкира Леопольда де Ротшильда и дружил с королём Эдуардом VII.
Карикатуры из журнала Vanity Fair
Соломон Сассун родился в 1841 году в Бомбее, был младшим сыном Дэвида Сассуна, начинал свою деловую карьеру в Китае. После возвращения домой многие годы возглавлял индийские активы David Sassoon & Co. (в частности, компании Sassoon Spinning and Weaving Co., Sassoon and Alliance Silk Co., Port Canning and Land Improvement Co., Oriental Life Assurance Co.), был директором Bank of Bombay и руководителем Бомбейского порта, входил в совет при губернаторе Джеймсе Фергюссоне, возглавлял бомбейское отделение Англо-еврейской ассоциации. Жил в роскошном особняке с частной синагогой, скончался в 1894 году в Бомбее. Его жена Флора (1859—1936) была известным филантропом.
Эдвард Сассун родился в 1856 году в Бомбее, окончил Лондонский университет, служил в британской армии. В 1887 году Эдвард женился на дочери парижского банкира Гюстава де Ротшильда Элин (1867—1909), после смерти отца Альберта Сассуна (1896) унаследовал David Sassoon & Co., в 1899 году был избран депутатом Британского парламента. После смерти Эдварда Сассуна в 1912 году его место в парламенте унаследовал сын Филип Сассун (1888—1939), который во время Первой мировой войны служил личным секретарём Дугласа Хейга. В загородном доме Филипа Трент-Парк в Кокфостерсе (Энфилд) собирался весь цвет британской аристократии, политики и культуры.
Современную ветвь британских Сассунов возглавляет барон Джеймс Сассун. Он родился в 1955 году в Лондоне, окончил Крайст-черч, был финансовым консультантом Дэвида Кэмерона. С 2013 года исполнительный директор Jardine Matheson, директор Hongkong Land и Mandarin Oriental Hotel Group, председатель Китайско-Британского делового совета.

## Наследие

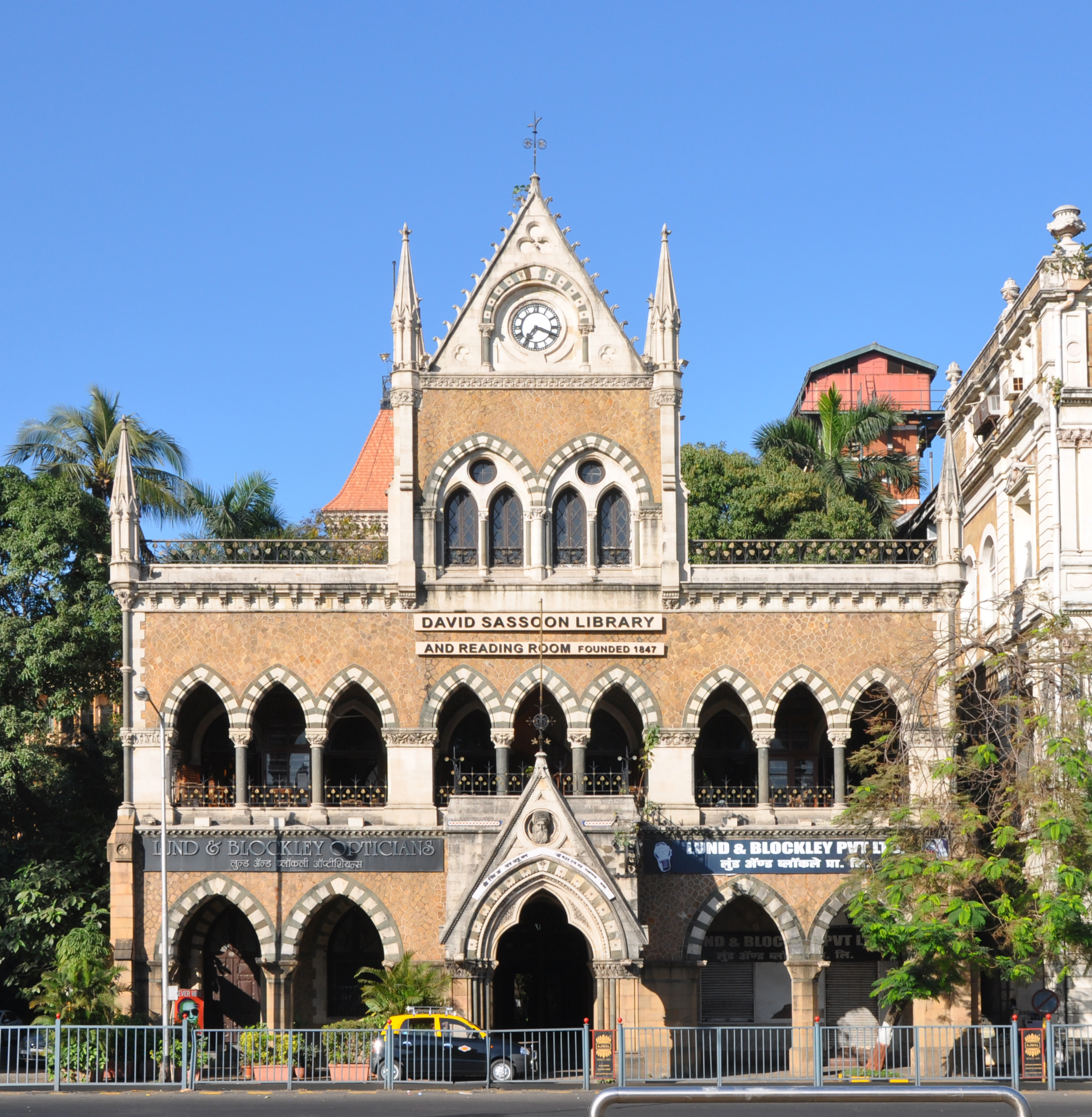
Библиотека Дэвида Сассуна в Мумбае

В 1861 году на средства Сассунов в бомбейских садах Виктории была построена башня с часами (сегодня она возвышается на территории зоопарка Вирмата Джиджабай Бхосале). В том же году Сассуны профинансировали изготовление статуи принца-консорта Альберта, которая вскоре была установлена в музее Виктории и Альберта (до сих пор располагается в центральном зале музея имени Бхау Даджи Лада).
Библиотека Дэвида Сассуна была построена в Бомбее в 1870 году на средства, пожертвованные его сыном Альбертом Сассуном и властями Бомбейского президентства. В одном из залов библиотеки стоит статуя Дэвида Сассуна в полный рост, а над входом размещается его мраморный бюст работы Томаса Вулнера.

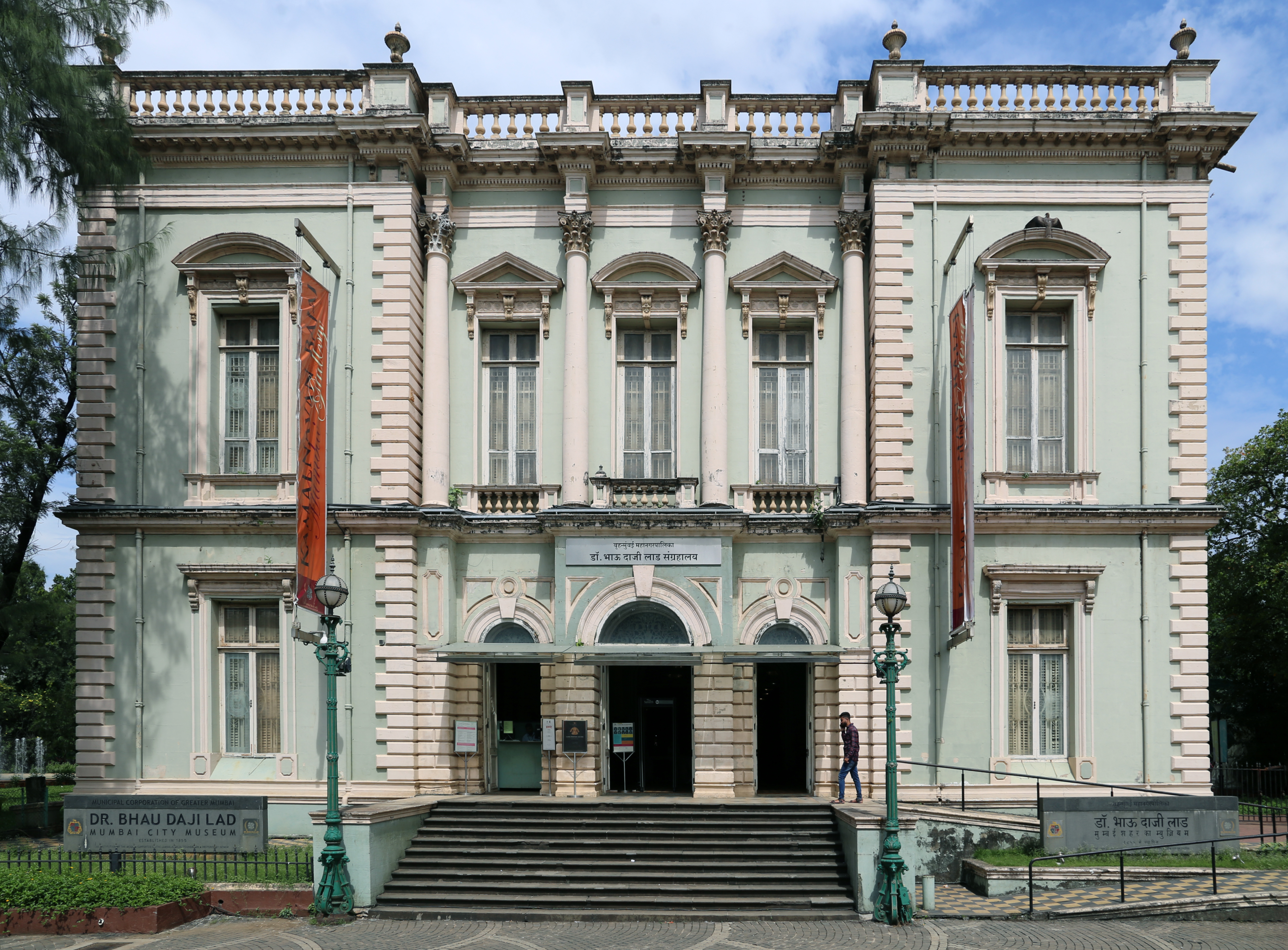
Музей имени Бхау Даджи Лада

В 1871 году в Бомбее был построен старейший музей — музей Виктории и Альберта (сегодня известен как Городской музей имени доктора Бхау Даджи Лада). В финансировании строительства здания музея принимали участие многие бомбейские предприниматели, в том числе Альберт Сассун. В холле музея установлен мраморный бюст Дэвида Сассуна.
В британском Брайтоне расположен так называемый мавзолей Сассунов, построенный в 1892 году в индо-сарацинском стиле как крыло семейного особняка. В нём были захоронены Альберт Сассун и его сын Эдвард Сассун, однако в 1933 году их останки перенесли на еврейское кладбище Виллесден в Лондоне. Во время войны бывший мавзолей использовался как бомбоубежище, сейчас в одноэтажном здании размещается паб.
В Гонконге имеется улица Сассун-роуд, названная в честь Виктора Сассуна, правнука основателя династии Дэвида Сассуна.

## Комментарии
1. ↑  Согласно одной версии, причиной эмиграции Сассунов послужила эпидемия чумы, согласно другой, они спасались от преследований евреев в Багдаде.